# Stefan Zieliński (major)
Stefan Zieliński, ps. „Zielan” (ur. 2 grudnia 1875 w Szymbarku, zm. 21 czerwca 1940 w Palmirach) – major piechoty Wojska Polskiego, kawaler Orderu Virtuti Militari.

## Życiorys
Urodził się 2 grudnia 1875 w Szymbarku, w ówczesnym powiecie gorlickim Królestwa Galicji i Lodomerii, w rodzinie Andrzeja i Marii z Ćmielów. Należał do Związku Strzeleckiego w Krakowie. W 1914 wstąpił do Legionów Polskich. Od 10 maja 1915 do 17 sierpnia 1917 był odnotowany jako podoficer kancelaryjny IV baonu i 5 Pułku Piechoty . 1 stycznia 1917 został mianowany chorążym piechoty. Latem 1917, po kryzysie przysięgowym uniknął internowania ponieważ złożył podanie o zwolnienie z LP na własna prośbę. Podjął następnie działalność w Polskiej Organizacji Wojskowej .
Od 1923 był przydzielony z 5 pp Leg. do Powiatowej Komendy Uzupełnień Lida na stanowisko I referenta. W styczniu 1925 został przydzielony na takie samo stanowisko do PKU Mołodeczno w Wilejce. W lutym 1926 został przydzielony do macierzystego pułku.
W kwietniu 1928 został przydzielony z Departamentu Piechoty Ministerstwa Spraw Wojskowych do Biura Inspekcji Generalnego Inspektora Sił Zbrojnych na stanowisko referenta. 2 kwietnia 1929 został mianowany majorem ze starszeństwem z 1 stycznia 1929 i 3. lokatą w korpusie oficerów piechoty. Z dniem 31 grudnia 1931 został przeniesiony w stan spoczynku.
21 czerwca 1940 został zamordowany w Palmirach i pogrzebany w miejscu egzekucji (mogiła F). Po wojnie ekshumowany i pochowany na Cmentarzu w Palmirach .

## Ordery i odznaczenia
- Krzyż Srebrny Orderu Wojskowego Virtuti Militari nr 6673 – 17 maja 1922[13][14][15]
- Krzyż Niepodległości – 12 marca 1931 „za pracę w dziele odzyskania niepodległości”[16][17]
- Krzyż Oficerski Orderu Odrodzenia Polski – 10 listopada 1938 „za zasługi na polu społecznej”[18]
- Krzyż Kawalerski Orderu Odrodzenia Polski – 10 listopada 1928 „za zasługi na polu długoletniej pracy niepodległościowej”[19][20]
- Krzyż Walecznych czterokrotnie[21]
- Złoty Krzyż Zasługi (17 marca 1930)[22][23]
- Medal Pamiątkowy za Wojnę 1918–1921[24]
- Medal Dziesięciolecia Odzyskanej Niepodległości[24]
- Odznaka „Za wierną służbę”[24]
- Odznaka pamiątkowa Polskiej Organizacji Wojskowej[24]
- Odznaka Pamiątkowa Generalnego Inspektora Sił Zbrojnych – 12 maja 1936
- Odznaka Pamiątkowa 5 Pułku Piechoty Legionów[24]